# تل كايليان

خريطة تخطيطية لروما تظهر التلال السبعة (يمين الخريطة).

تل كايليان (بالإنجليزية: Caelian Hill)‏ هي أحد الروابي السبع الشهيرة بروما. وفي عهد تولوس هوستيليوس، تم التهجير القسري لكل سكان ألبا لونكا ليقطنوا الربوة الكايلية. وحسب الموروث الذي رواه تيتوس ليڤي، فإن الربوة أخذت اسمها من كايليوس ڤيبـِنـّا، إما لأنه من أسس مستوطنة فيها أو لأن صديقه الملك سرڤيوس توليوس أراد تكريمه بعد وفاته. وكان اسمها قبل ذلك سوبورانا، وكانت أحد الأحياء الأربعة لروما التي قسّمها الملك سرڤيوس توليوس في القرن 6 ق.م. وهي من الأحياء التي تكثر فيها الحوانيت والحانات والمواخير. وقد ولد فيها يوليوس قيصر في عام 100 ق.م.